# 陀思妥耶夫斯基站 (莫斯科地鐵)
陀思妥耶夫斯基站（羅馬化：Dostoyevskaya）是莫斯科地鐵柳布林諾－德米特羅夫線的一個車站，開通於2010年6月19日，是柳布林諾－德米特羅夫線北延工程的一部分。
由於車站以費奧多爾·陀思妥耶夫斯基的名著如虛無主義的《白痴》和悲劇的《罪與罰》等為題材的壁畫裝飾，車站裝橫剛公開時引起莫斯科輿論擔心這些畫像會影響乘客的情緒並激發自殺念頭。